# 216 (tal)
216 är det naturliga talet som följer 215 och som följs av 217.

## Inom vetenskapen
- 216 Kleopatra, en asteroid

## Inom matematiken
- 216 är ett jämnt tal.
- 216 är det sjätte kubtalet.
- 216 är ett hexadekagontal.
- 216 är ett mycket ymnigt tal.
- 216 är ett Friedmantal, eftersom 216 = 62+1.
- 216 är ett Praktiskt tal.